# Hofmillerstraße (München)
Die Hofmillerstraße, nach dem Kritiker und Übersetzer Josef Hofmiller (1872–1933) benannt, ist eine Straße im Münchner Stadtteil Obermenzing, die um 1897 angelegt wurde.

## Geschichte
Die ursprünglich IV. Apfelallee genannte Straße ist eine westöstlich ausgerichtete Straße der Villenkolonie Pasing II, die die Alte Allee mit der Marschnerstraße verbindet. Zunächst erhielt die Hofmillerstraße bis zum Ersten Weltkrieg eine lockere Bebauung aus Einfamilienhäusern. In den letzten Jahrzehnten wurden nach und nach die Baulücken mit Mietshausblöcken geschlossen.
Im Frühjahr 2016 erhielt die Straße eine neue Bitumendecke.

## Baudenkmäler an der Hofmillerstraße
- Hofmillerstraße 4 (Villa)
- Hofmillerstraße 11 (Villa)
- Hofmillerstraße 26 (Villa)
- Hofmillerstraße 30 (Villa)
- Hofmillerstraße 32 (Villa)
- Hofmillerstraße 34 (Villa)

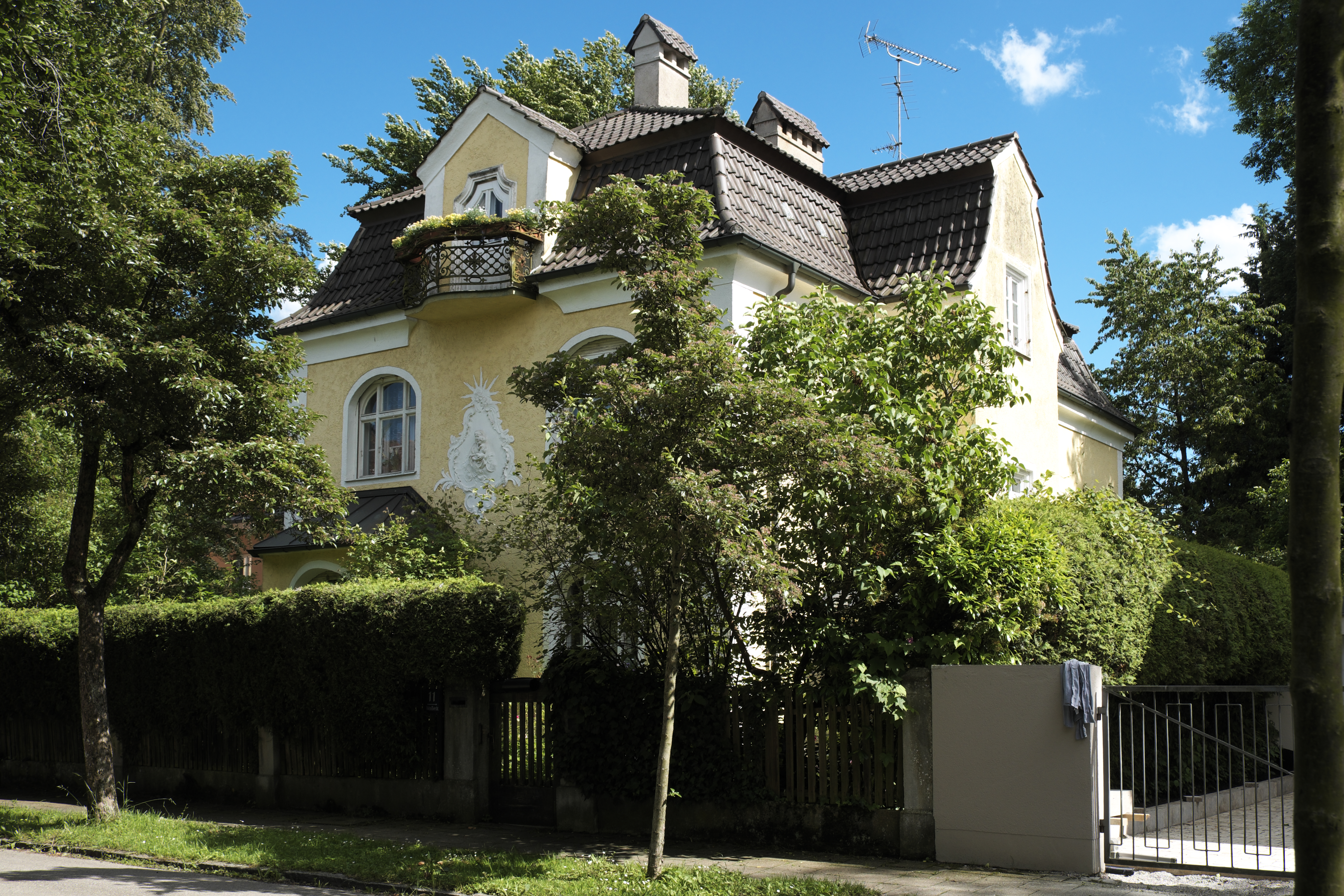
Hofmillerstraße 11
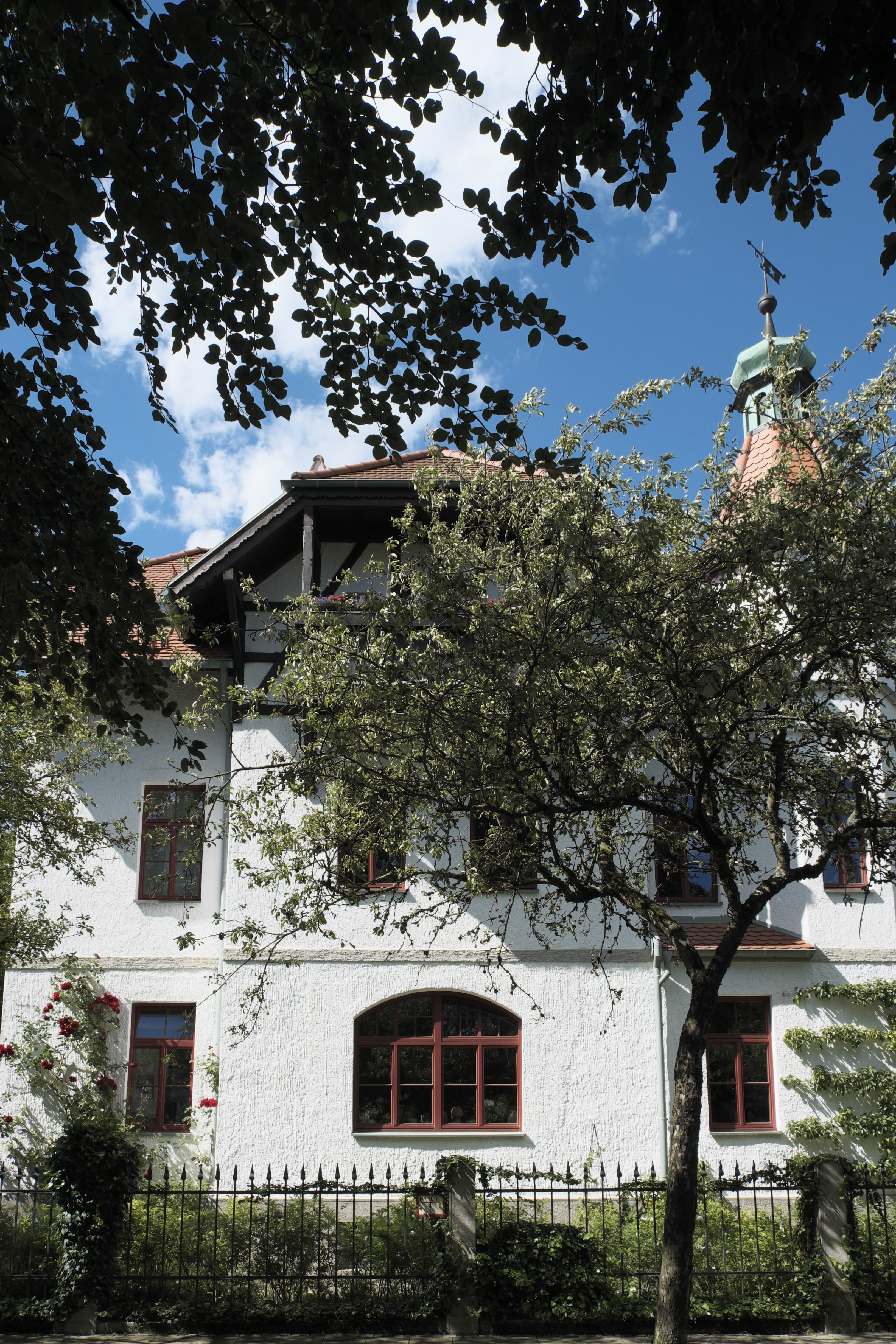
Hofmillerstraße 26
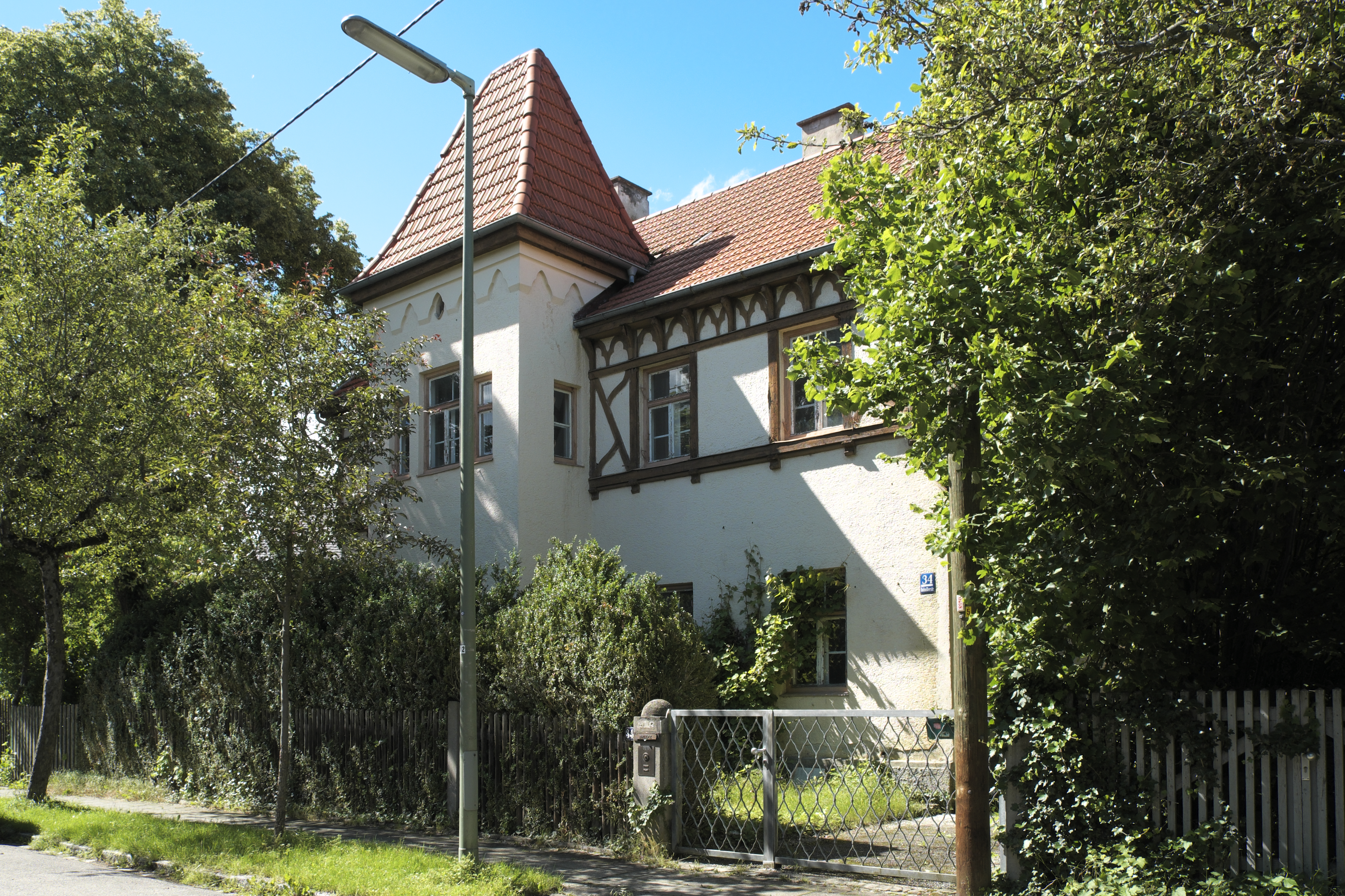
Hofmillerstraße 34
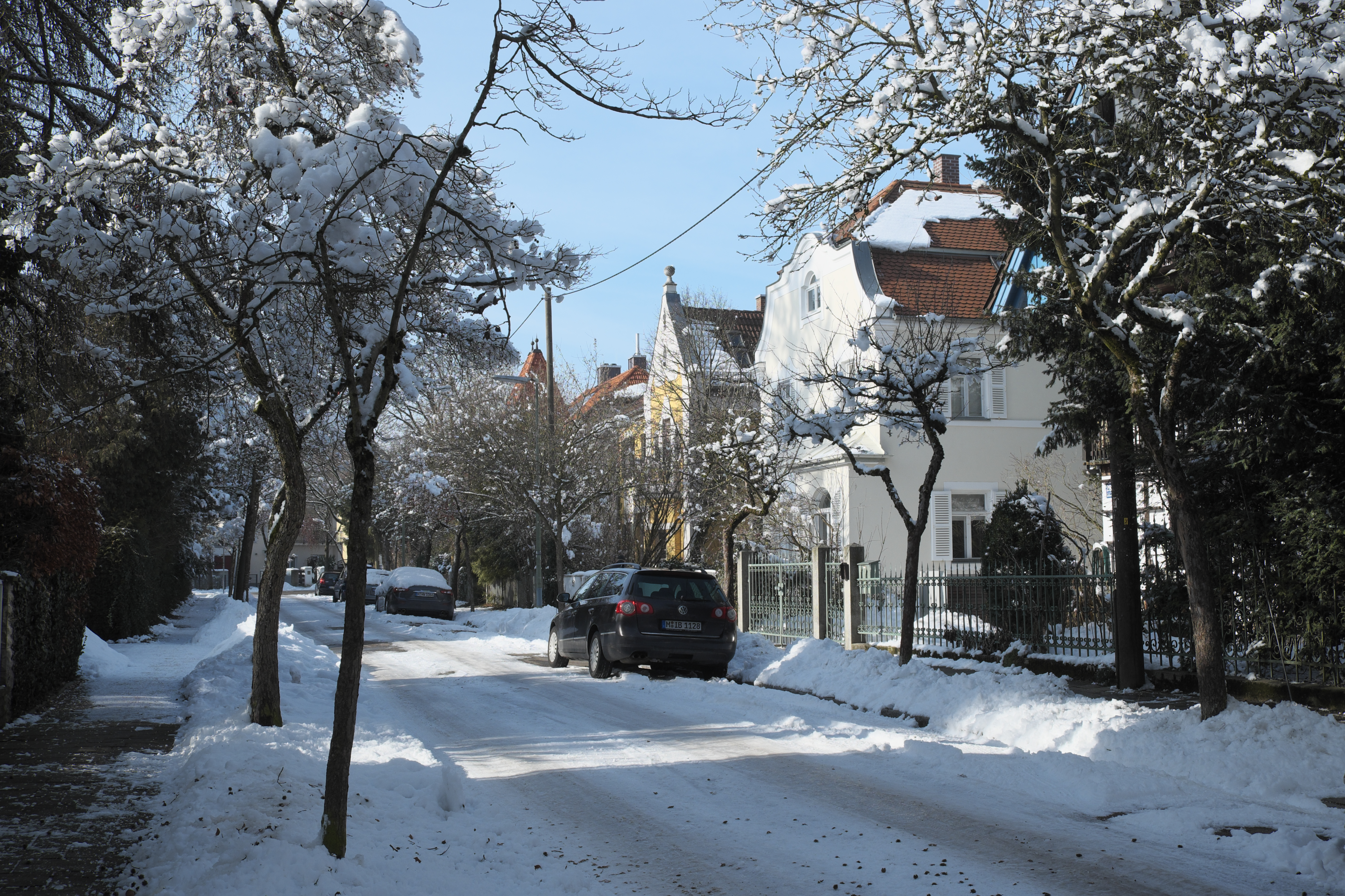
Hofmillerstraße im Winter